# Bonifacio
Bonifacio (kors. Bunifaziu) – miejscowość i gmina we Francji, w regionie Korsyka, w departamencie Korsyka Południowa.
Według danych na rok 1990 gminę zamieszkiwały 2683 osoby, a gęstość zaludnienia wynosiła 19 osób/km².
Bonifacio jest atrakcyjnie położonym nad Cieśniną Świętego Bonifacego miasteczkiem, składającym się z dwóch części Dolnego Bonifacio i Górnego Bonifacio (położonego na skalistym południowym brzegu Korsyki). Roztacza się stąd (przy dobrej pogodzie) panoramiczny widok na pobliską Sardynię. W Górnym Bonifacio znajduje się mała forteca obronna i cmentarz z czasów napoleońskich. Jest tu też kilka tawern serwujących lokalne korsykańskie specjalności (w szczycie sezonu lipiec–sierpień zaleca się uprzednią rezerwację).

## Zobacz też

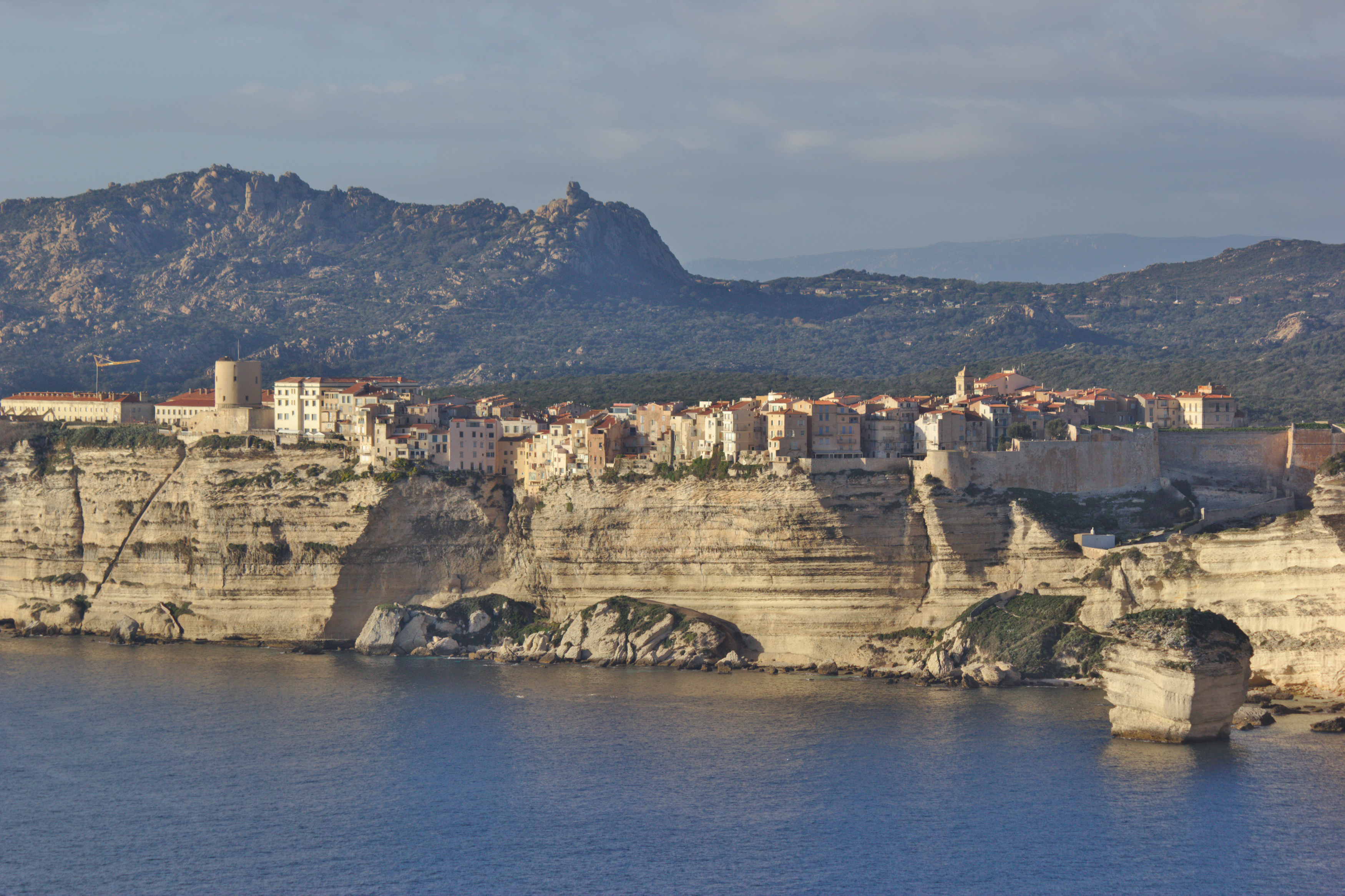
Górne Bonifacio widziane od strony Sardynii
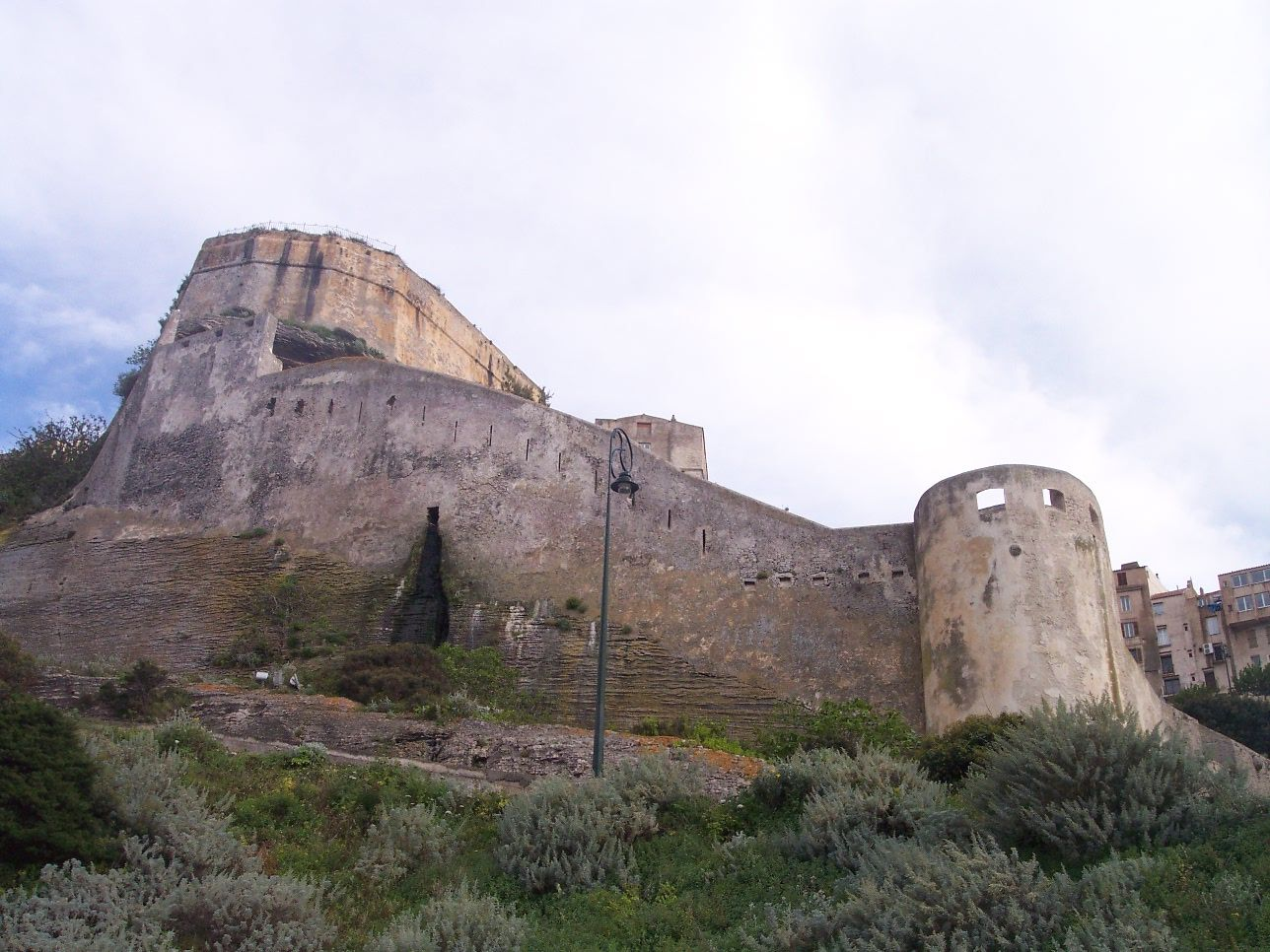
Cytadela w Bonifacio
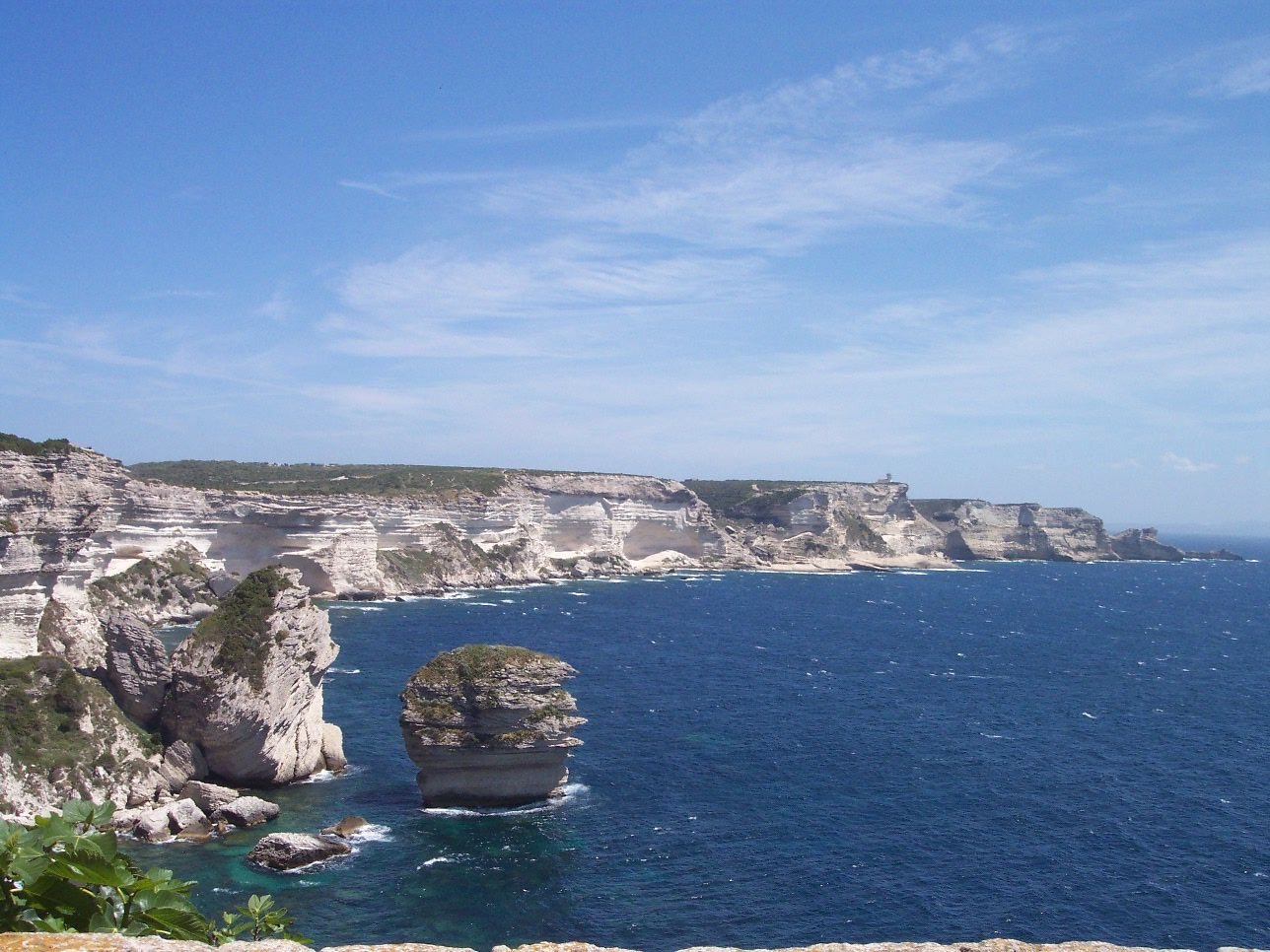
Skalisty brzeg okolic Bonifacio
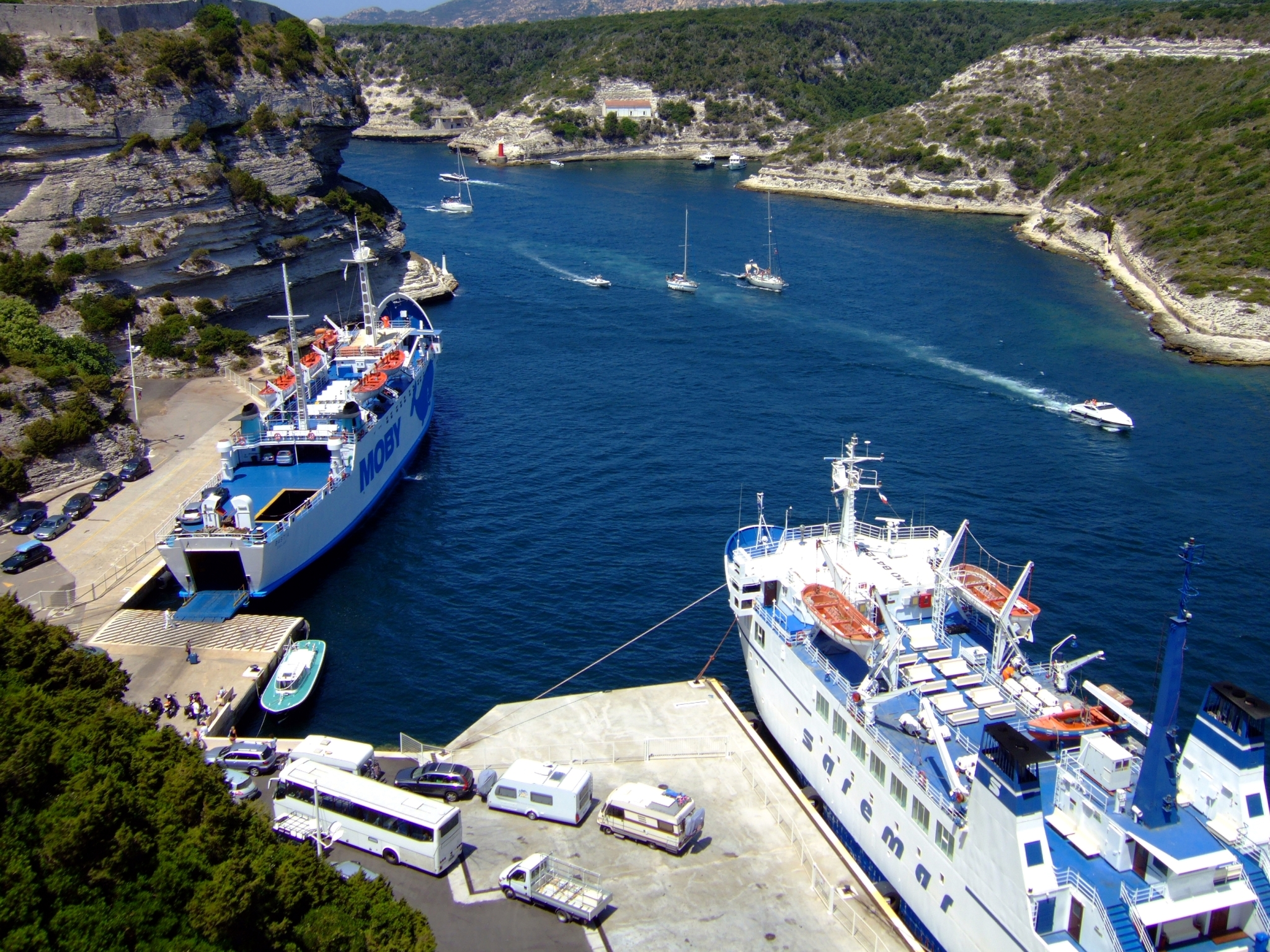
Fiordowy port obsługujący głównie połączenia z Sardynią
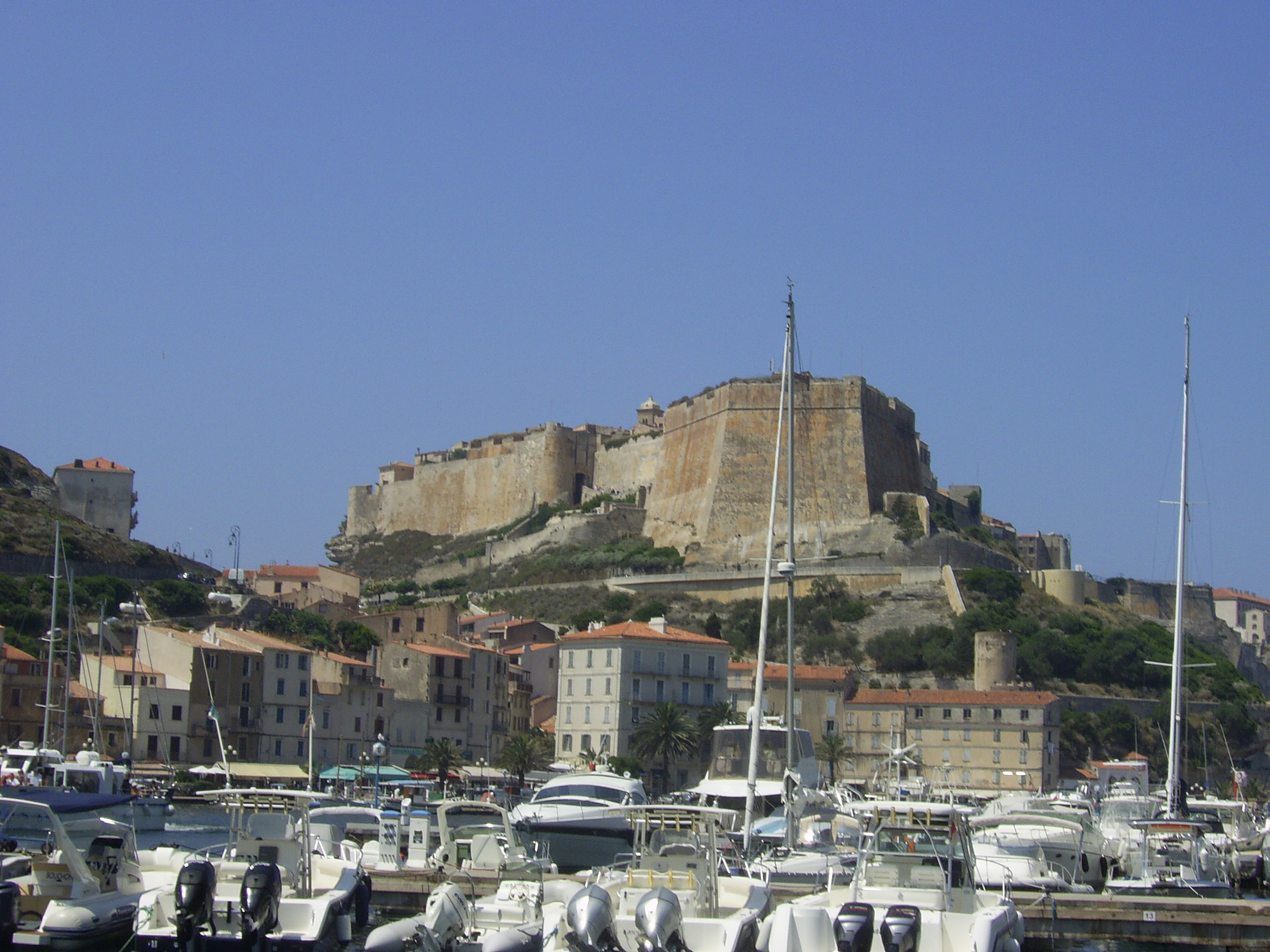
Cytadela w Bonifacio widziana z portu
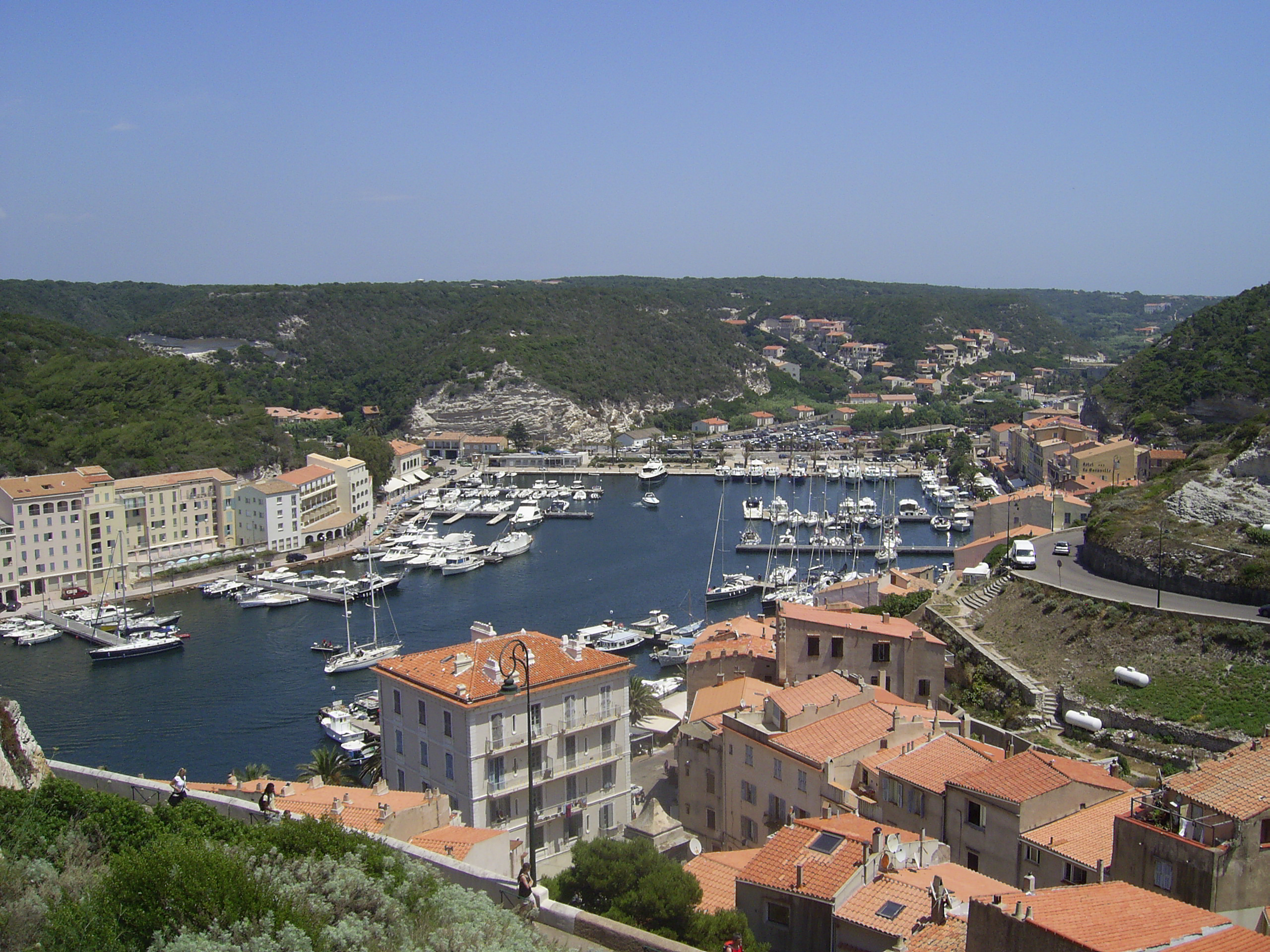
Port w Boniafcio widziany z Cytadeli
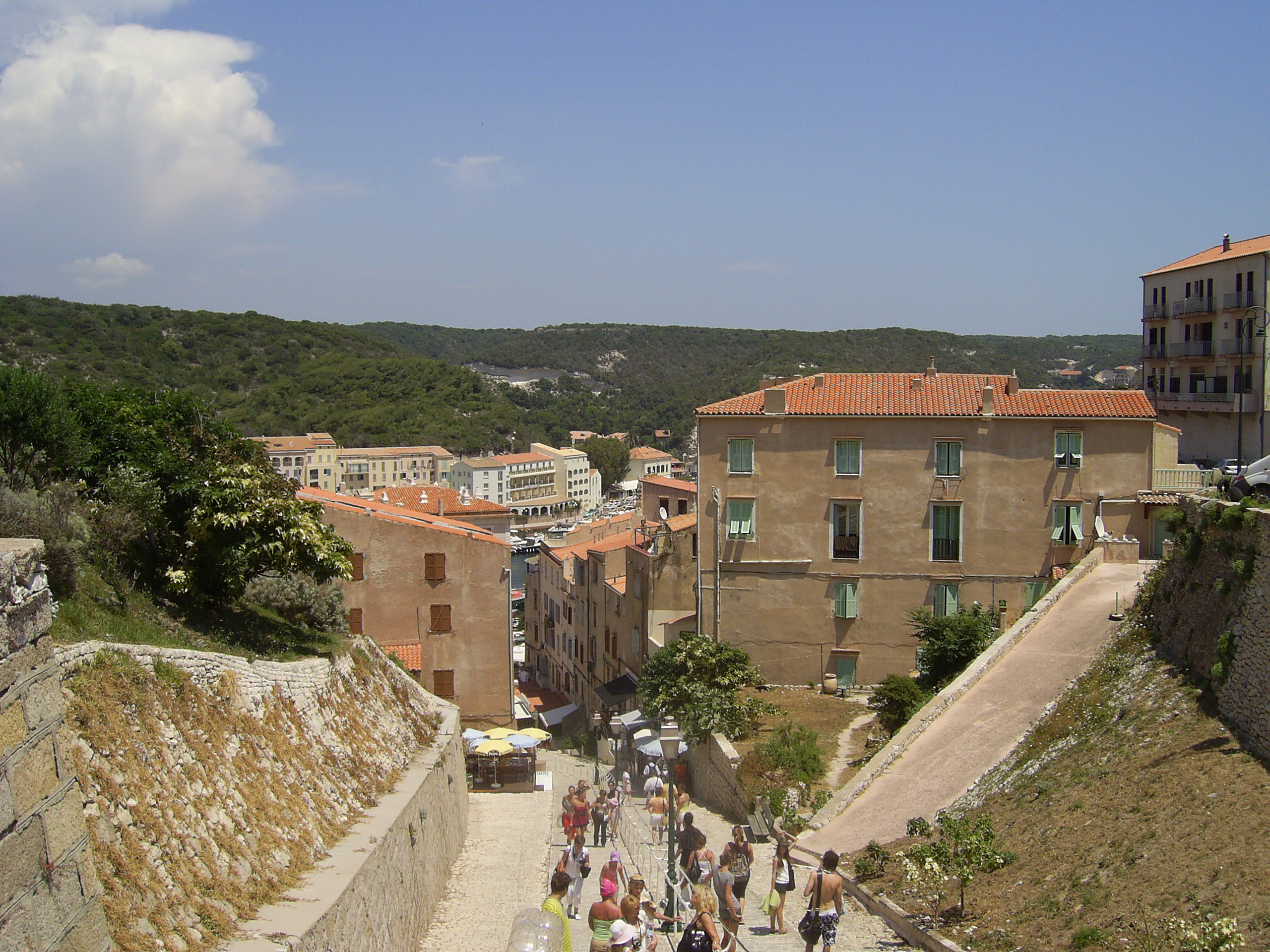
Ulica w Bonifacio
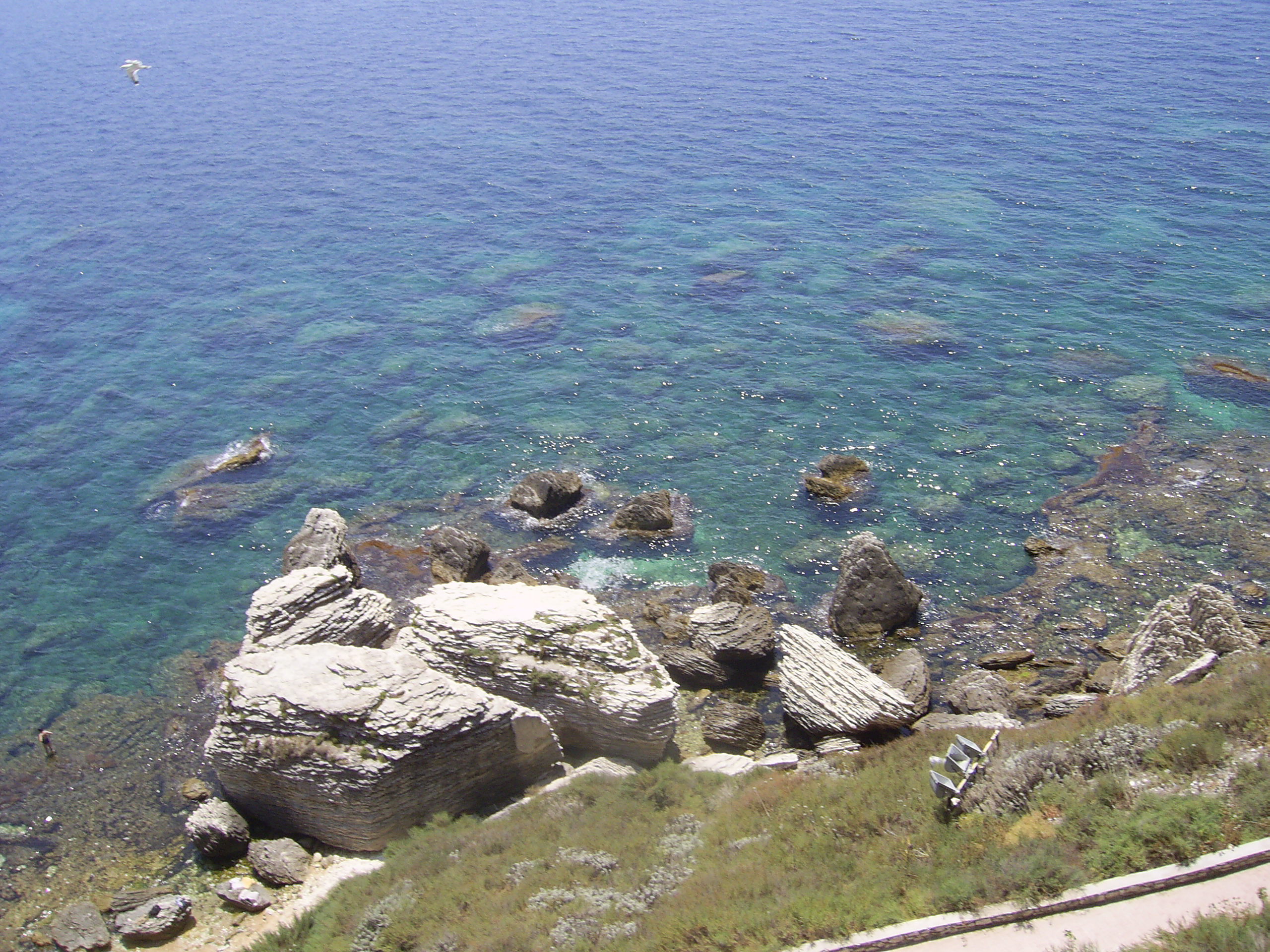
Wybrzeże kilfowe w okolicach Bonifacio